# Stefan Dittrich
Stefan Dittrich (* 28. Juni 1912 in Hof; † 5. Februar 1988 in Kötzting) war ein deutscher Jurist und Politiker (CSU).

## Leben
Nach dem Besuch von Volksschule und Gymnasium in Regensburg studierte Dittrich von 1932 bis 1935 Rechtswissenschaften an der Ludwig-Maximilians-Universität München und in Würzburg. 1932 wurde er Mitglied der katholischen Studentenverbindung KDStV Aenania München im CV. Anschließend war er bis 1939 Rechtsreferendar in Kelheim, Regensburg, Hof und München, um dann nach dem zweiten Staatsexamen als Richter am Amtsgericht und später am Landgericht zu arbeiten. Zeitweilig war er im Zweiten Weltkrieg auch Soldat, zuletzt im Dienstgrad eines Majors der Reserve. Er wurde mit dem Ritterkreuz des Eisernen Kreuzes ausgezeichnet. 1947 ließ er sich als Rechtsanwalt in Kötzting nieder.
Zum 2. Juni 1933 trat er der SA bei. Am 21. Mai 1937 beantragte er die Aufnahme in die NSDAP und wurde rückwirkend zum 1. Mai desselben Jahres aufgenommen (Mitgliedsnummer 4.277.189). Ferner war er Mitglied des NSRB. Nach dem Zweiten Weltkrieg wurde Dittrich CSU-Mitglied und 1952 deren stellvertretender Kreisvorsitzender im Landkreis Kötzting.
Dittrich gehörte dem Deutschen Bundestag von 1953 bis 1972 an. Er vertrat den Wahlkreis Deggendorf im Parlament. Vom 30. Januar 1957 bis 1969 war er stellvertretender Vorsitzender des Bundestagsausschusses für Wahlprüfung und Immunität. Dittrich war vom 12. Februar 1963 bis 1965 Vorsitzender des Arbeitskreises Gesellschaftspolitik, Kulturpolitik und Publizistik der CDU/CSU-Fraktion.
Vom 9. Dezember 1965 bis zum 14. Februar 1973 war er auch Mitglied des Europaparlaments. Dort leitete er 1966/67 den Ausschuss für Gesundheitsschutz.

## Ehrungen
- 1965 Bayerischer Verdienstorden
- 1968 Großes Bundesverdienstkreuz